# AERO (album)
Az AERO (Anthology of Electronic Revisited Originals), Jean-Michel Jarre 2004-es albumának a címe.
A régi klasszikusok újrahangszerelve, újrakeverve, kiegészítette újabb effektusokkal, illetve három új számmal, melyek az Aero, Aerology és Aerozone. Az anyagot 5.1-es DTS és sztereó Dolby Digital hangzásban rögzítették és DVD + CD formátumban adták ki.
Az AERO korszakalkotó a zene hangzásának kategóriájában, ugyanis az első zenei hanganyag, amely 5.1-es hangzással készült.
A DVD-n szereplő film, mely a DVD-n a zene alatt megy, egy közeli kép Anne Parillaud színésznő, Jarre későbbi feleségéről, akinek a szemei reakcióit vették fel, miképp reagált a zenére, amikor lejátszották neki az albumot.
A kiadványhoz tartozó füzetben Jarre-rajongók képei láthatók.

## Számlista
1. Aero Opening – 0:50
2. Oxygene 2 – 7:41
3. Aero – 3:09
4. Equinoxe 8 – 1:24
5. Oxygene 4 – 5:05
6. Souvenir of China – 4:46
7. Aerology – 3:40
8. Equinoxe 3 – 6:33
9. Equinoxe 4 – 6:46
10. Last Rendez-Vous – 5:08
11. Zoolookologie – 3:54
12. Aerozone – 4:56
13. Magnetic Fields 1 – 5:59
14. Chronologie 6 – 6:10
15. Rendez-Vous 4 (a Safri Duo, közreműködésével) – 7:34

## DVD
1. Aero Opening – 0:16
2. Scene 1 – 0:33
3. Oxygène 2 – 7:12
4. Scene 2 – 0:31
5. Aero – 3:09
6. Équinoxe 8 – 1:26
7. Oxygene 4 – 4:16
8. Scene 3 – 0:32
9. Souvenir of China – 4:13
10. Scene 4 – 0:50
11. Aerology – 3:02
12. Scene 5 – 0:37
13. Équinoxe 3 – 6:08
14. Scene 6 – 0:26
15. Équinoxe 4 – 5:40
16. Scene 7 – 1:06
17. Last Rendez-Vous – 4:41
18. Scene 8 – 0:27
19. Zoolookology – 3:34
20. Scene 9 – 0:12
21. Aerozone – 4:51
22. Scene 10 – 0:16
23. Magnetic Fields 1 – 5:42
24. Scene 11 – 0:17
25. Chronology 6 – 4:54
26. Rendez-Vous 4 (a Safri Duo közreműködésével) – 7:35